# XHTML Basic
XHTML Basic es un lenguaje de marcado basado en XML principalmente usado para agentes de usuario sencillos (principalmente handhelds), típicamente dispositivos móviles.
XHTML Basic es un subconjunto de XHTML 1.1, definido usando modularización XHTML, e incluyendo un conjunto reducido de módulos para la estructura, imágenes, formularios, tablas básicas, y soporte de objetos. XHTML Basic está diseñado para teléfonos móviles, PDAs, lectores, y TVs interactivas. También reemplazó a WML y C-HTML.
Una gran ventaja que posee XHTML Basic sobre WML and C-HTML es que las páginas hechas en XHTML Basic pueden ser renderizadas de manera diferente en navegadores web y en dispositivos móviles, sin la necesidad de tener dos diferentes versiones de la misma página.
En 2006, la especificación fue actualizada a la versión 1.1. Seis nuevas características fueron incorporadas en el lenguaje para servir mejor a la comunidad de dispositivos móviles.

## DOCTYPE
Para validar un documento XHTML Basic, se debe usar la siguiente DTD:
```
<!DOCTYPE html PUBLIC "-//W3C//DTD XHTML Basic 1.1//EN"

"http://www.w3.org/TR/xhtml-basic/xhtml-basic11.dtd">

```

Un ejemplo de un documento válido y bien formado:
```
<?xml version="1.0" encoding="UTF-8"?>

<!DOCTYPE html PUBLIC "-//W3C//DTD XHTML Basic 1.1//EN"

    "http://www.w3.org/TR/xhtml-basic/xhtml-basic11.dtd">

<html
 
xmlns=
"http://www.w3.org/1999/xhtml"
 
xml:lang=
"en"
>

  
<head>

    
<title>
Hola
</title>

  
</head>

  
<body>

    
<p>
Hola
 
<a
 
href=
"http://example.org/"
>
mundo
</a>
.
</p>

  
</body>

</html>

```

Que debe servirse con MIME Type "application/xhtml+xml".